# Tour Majunga
O Tour Majunga é um arranha-céu de escritórios em Puteaux, em La Défense, o distrito comercial da área metropolitana de Paris. 
O arquiteto desta torre de nova geração é Jean-Paul Viguier. Seu desenvolvedor e promotor é Unibail-Rodamco. A torre foi inaugurada em 25 de setembro de 2014.
A Unibail-Rodamco assinou um primeiro contrato de arrendamento de longo prazo com a Axa Investment Managers para os primeiros dezoito níveis baixos da torre. A Deloitte ocupa os andares 21 a 39 da torre.